# Crab Rave
«Crab Rave» es una canción del DJ y productor discográfico irlandés Noisestorm. El sello discográfico canadiense Monstercat lo lanzó el 1 de abril de 2018.
La canción fue lanzada originalmente como parte del álbum recopilatorio Monstercat Instinct Vol. 1, publicado el 15 de junio de 2018. Más tarde apareció como parte del álbum recopilatorio Best of 2018 de Monstercat, lanzado el 14 de diciembre de 2018.

## Antecedentes y lanzamiento
El 1 de abril de 2018, la canción se lanzó como descarga digital en tiendas digitales internacionales a través del sello discográfico canadiense Monstercat, además de ser lanzada a través de varios servicios de transmisión de música. «Crab Rave» apareció en el álbum recopilatorio titulado Monstercat Instinct Vol. 1 publicado el 15 de junio de 2018. Más tarde, la canción apareció en el álbum recopilatorio anual de lo mejor titulado Monstercat - Best Of 2018, lanzado el 14 de diciembre de 2018 
En 2015, Epic Games lanzó Unreal Dev Grants, un fondo de desarrollo de 5 millones de dólares destinado a proporcionar subvenciones a proyectos creativos que utilizan Unreal Engine 4. En noviembre de 2018, Epic anunció que otorgaría otros USD 800.000 a más de 30 personas y equipos, incluido O'Broin, por sus esfuerzos en la creación del vídeo musical de «Crab Rave», que presenta miles de cangrejos bailarines generados por computadora.
El 1 de abril de 2019, el estudio independiente checo Beat Games anunció que «Crab Rave» se lanzaría en su juego de ritmo de realidad virtual Beat Saber. La canción fue lanzada intencionalmente el día de las bromas de abril para celebrar el primer aniversario del lanzamiento original de la canción.

## Meme de Internet
«Crab Rave» se lanzó inicialmente como una pequeña broma del día de las bromas de abril, aunque pronto ganó popularidad después de convertirse en un meme de Internet debido al tema edificante del video musical y a los cangrejos danzantes.
En una entrevista con Suzana Palyan de Billboard, O'Broin expresó su agradecimiento por su creciente popularidad y escribió: "Es increíblemente genial ver a la gente disfrutarlo por el humor y el vídeo, así como por la música en sí. Realmente no esperaba la ola de nuevos oyentes y la gran cantidad de memes basados en el original; es muy divertido ver las nuevas variaciones creativas que se hacen todos los días". El vídeo musical fue desarrollado por O'Broin utilizando el programa Unreal Engine.
O'Broin ha expresado además su gratitud por la popularidad de la canción, afirmando que nunca esperó que la canción se volviera tan popular y que se convirtiera en un meme de Internet, y escribió: "Honestamente, no tenía idea. Simplemente sucedió, y lo genial ¿Sucedió completamente por sí solo? Lo publiqué como un vídeo divertido y quienquiera que haya hecho el meme 'Obama is Gone' inició todo. Es divertido leer los últimos comentarios porque la gente siempre está haciendo nuevas versiones de el meme y progresarlo. Definitivamente no me lo esperaba".
En 2018, se cargaron en línea varios remixes y ediciones de la canción; en julio, una versión de la canción superpuesta con el texto 'Obama is Gone' ganó popularidad. Originalmente un shitposting, este uso que hace referencia a personas poderosas (o muy desagradables) que pasan o son destituidas del poder se convertiría en un uso destacado del meme. Tras la muerte de Rush Limbaugh, el comediante Jaboukie Young-White tuiteó un anuncio de su muerte con el vídeo Crab Rave, que obtuvo más de 40.000 me gusta. Las búsquedas en Google de «Crab Rave» se dispararon después de la muerte de Limbaugh, y la gente en foros de izquierda política comenzó a usar el emoji de cangrejo (🦀) como abreviatura del vídeo para celebrar su muerte. El meme se utilizó nuevamente durante el anuncio de que el presidente Trump tenía COVID, luego de su derrota en las elecciones presidenciales de Estados Unidos de 2020, y nuevamente después de su supensión de Twitter después del 6 de enero.
Tras la muerte de Isabel II en septiembre de 2022, «Crab Rave» se compartió en Twitter, Tumblr y Reddit. La muerte de Henry Kissinger se celebró online utilizando el emoji de cangrejo.

## Recepción
La canción marcó la primera aparición de O'Broin en las listas de Billboard, y la canción debutó en el puesto 36 en la categoría Hot Dance/Electronic Songs. La canción obtuvo 1 millón de reproducciones en línea (EE. UU.) en la semana que finalizó el 22 de noviembre. Desde entonces, la canción se ha convertido en el segundo vídeo más popular en los dos canales de YouTube de Monstercat, superando 13 veces el segundo vídeo más popular de Monstercat: Instinct. Hacia agosto de 2022, el vídeo musical ha obtenido más de 200 millones de visitas en el canal de YouTube "Monstercat: Instinct".

## Videojuego
En 2019, Noisestorm anunció un videojuego, Crab Champions, desarrollado únicamente por O'Broin. Se anunció que el juego sería de género cruzado, con elementos de disparos en tercera persona, plataformas en 3D, juegos de carreras y juegos de lucha en 3D. El juego, aunque se adelantó por primera vez el 1 de abril y se creía que era una broma del Día de los Inocentes, luego se aclaró que era un anuncio serio, lo que generó anticipación. El juego se anunció inicialmente con una fecha de lanzamiento de acceso anticipado del 20 de agosto de 2020, que se retrasó indefinidamente.
El juego fue lanzado en acceso anticipado el 1 de abril de 2023 en Steam, coincidiendo con el quinto aniversario de la canción. El juego se describe como un "juego de disparos de ritmo rápido con elementos de mazmorras".

## En otros medios
Se hizo referencia a «Crab Rave» en el juego de disparos en primera persona Battlefield V en el mapa multijugador Wake Island, basado en su contraparte de la vida real. Un huevo de Pascua tributo dedicado a los fanáticos de la franquicia Battlefield presentó un remix del tema de Battlefield al estilo de «Crab Rave». Para desbloquear el huevo de Pascua, los jugadores deben encontrar varios cangrejos en toda la isla y huir si el jugador se acerca. Si el jugador se acerca a suficientes cangrejos, puede acceder a un par de auriculares que se encuentran en el mapa y que le permiten escuchar un mensaje en código morse de una estación de radio. Decodificar el mensaje revela varias coordenadas alrededor de la isla Wake y ir a ellas sería la ubicación de los discos de vinilo, cada uno de los cuales reproduce los temas de juegos anteriores de Battlefield. Si se recolectan suficientes discos de vinilo, se organizará una fiesta rave compuesta por cangrejos danzantes que bailarán al ritmo de una remezcla del tema de Battlefield.
Continuando con la tradición de los eventos que ocurren en el Día de los Inocentes, en 2019, el videojuego de ritmo de realidad virtual Beat Sabre agregó la canción como DLC reproducible de forma gratuita. El mapa se destacó por su dificultad y, más tarde, en 2019, se agregó al juego un nuevo mapa de la canción, esta vez en 360 grados.
En julio de 2019, una filtración del juego gratuito Fortnite: Battle Royale reveló que se estaba agregando al juego un gesto de baile titulado Crabby. Un editor de Dot Esports señaló que probablemente se inspiró en «Crab Rave» y se agregó al juego debido al vídeo musical cada vez más popular de la canción.
En abril de 2021, Titan Forge Games anunció una colaboración con Monstercat para agregar contenido a Smite basado en varios artistas de Monstercat, incluido Noisestorm. Al personaje Jepri, el dios escarabajo del antiguo Egipto, se le dio un aspecto inspirado en «Crab Rave».
Durante la transmisión en vivo de la recaudación de fondos Desert Bus for Hope de 2023, la canción se convirtió en un chiste entre los organizadores. Cada vez que alguien mencionaba un cangrejo ante la cámara, la canción sonaba brevemente mientras los animadores bailaban balanceándose y pellizcando con las manos.